# Rainbow City
Rainbow City is een plaats (city) in de Amerikaanse staat Alabama, en valt bestuurlijk gezien onder Etowah County.

## Demografie
Bij de volkstelling in 2000 werd het aantal inwoners vastgesteld op 8428.
In 2006 is het aantal inwoners door het United States Census Bureau geschat op 9000, een stijging van 572 (6.8%).

## Geografie
Volgens het United States Census Bureau beslaat de plaats een oppervlakte van
65,6 km², waarvan 65,1 km² land en 0,5 km² water.

## Plaatsen in de nabije omgeving
De onderstaande figuur toont de plaatsen in een straal van 16 km rond Rainbow City.